# پتری‌کرستور
پتری‌کِرِستور (به مجاری:  Petrikeresztúr) یک منطقهٔ مسکونی در مجارستان است که در زالا واقع شده‌است.